# 克菲亞草
克菲亞草又名香膏萼距花（学名：Cuphea carthagenensis）为千屈菜科克非亞草屬下的一个种。